# Номерні знаки Латвії
Код Латвії для міжнародного руху ТЗ — (LV).

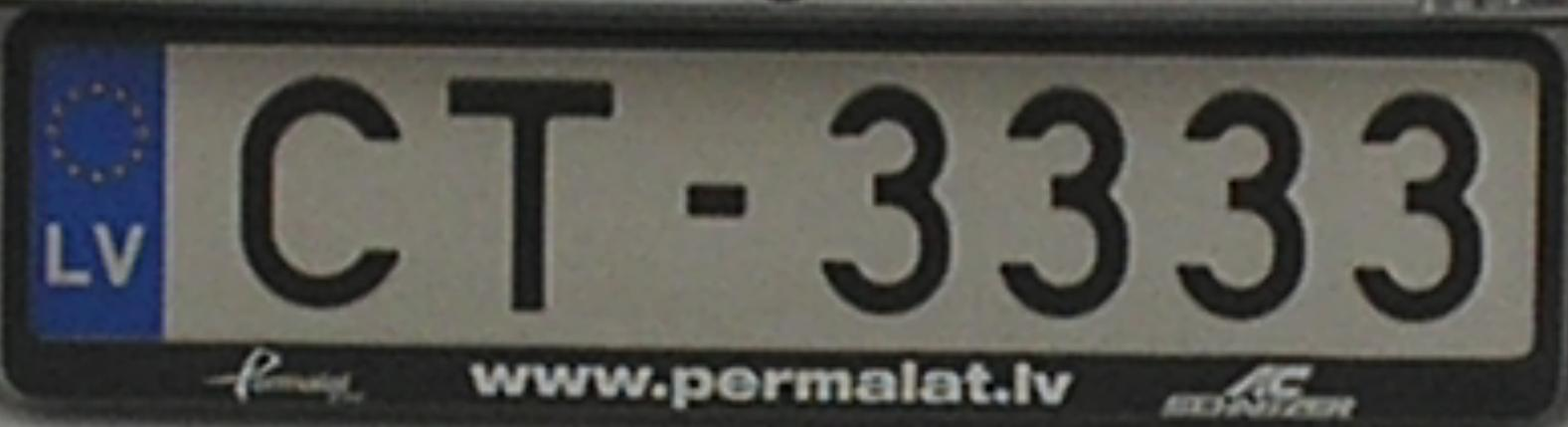
Регулярний номерний знак 2004 р.

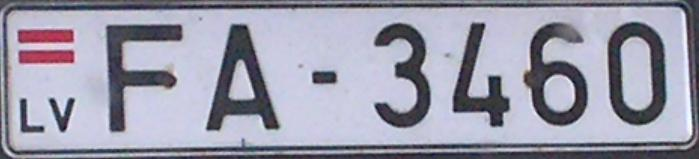
Регулярний номерний знак 1992 р.

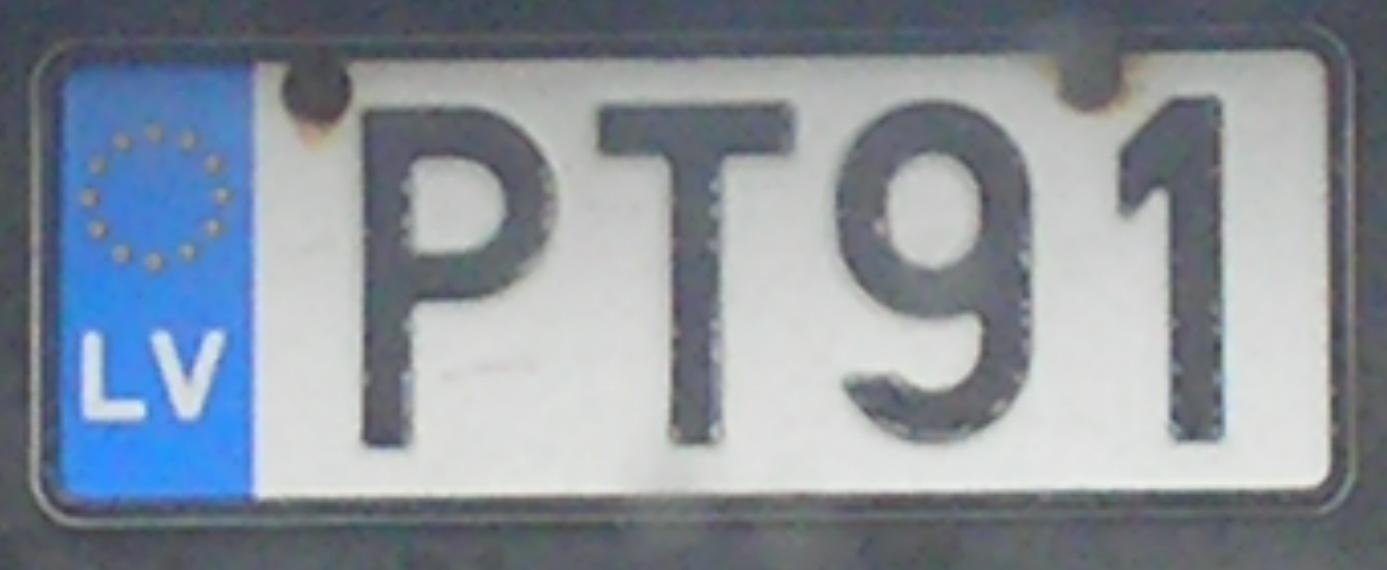
Вкорочений номерний знак

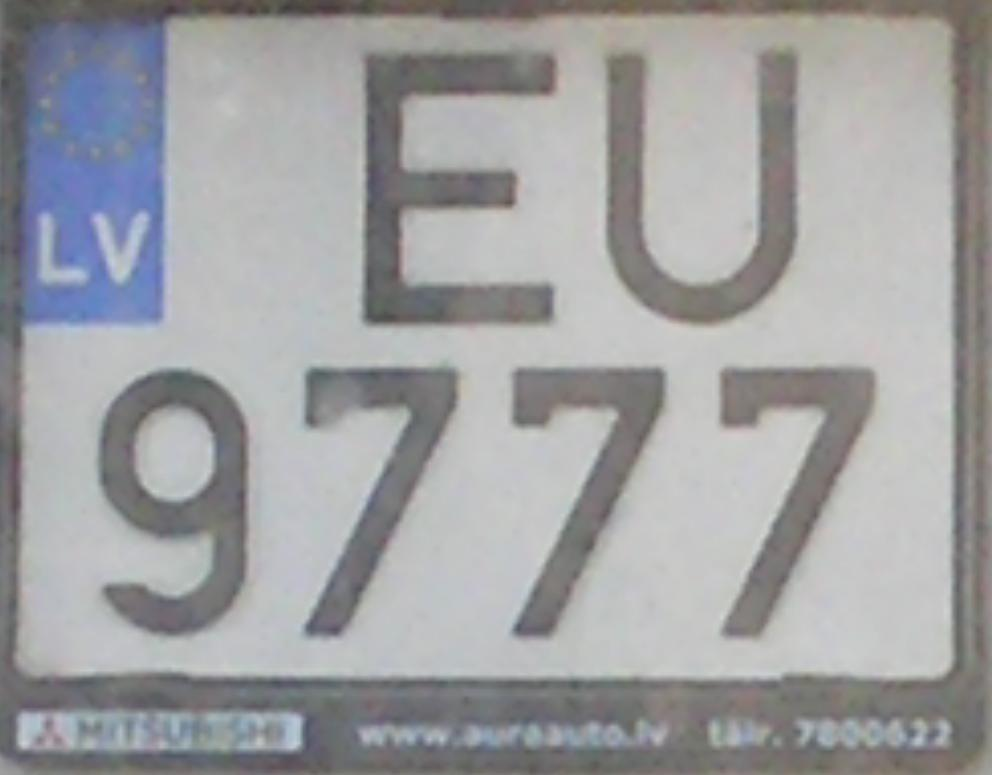
Дворядковий номерний знак

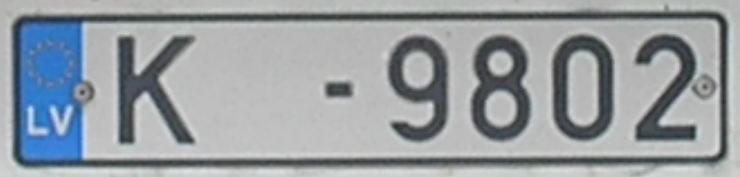
Номерний знак причепу

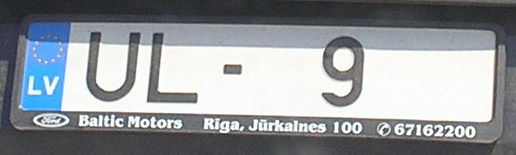
Номерний знак з однією цифрою

Номерні знаки Латвії формату АБ-1234 було запроваджено у 1992 році. У цьому форматі АБ — серія, 1234 — номер (1-4 цифри). Регіональне кодування відсутнє. До 2004 року в лівому боці пластини розташовувалося зображення національного прапору, від 2004 року номерні знаки було оновлено європейською символікою та кодом країни на синьому тлі.
Номерний знак АА-1 не видавався на жоден транспортний засіб, а був переданий до музею.

## Інші формати регулярних номерних знаків

### Автомобілі зі специфічною формою номерних знаків
Для автомобілів з укороченими місцями для номерних знаків передбачено застосування звичайних серій формату АБ1 та АБ12, АБ — серія, 12 — номер. Номерні знаки видаються на вкорочених пластинах.

### Причепи
Номері знаки причепів мають формат А-1234, де А — серія, 1234 — номер (1-4 цифри).
| С −9876 |

| L — 654 |

### Мотоцикли
Номері знаки мотоциклів є дворядковими і мають формат TA/1234, де T — покажчик мотоцикл, А — серія, 1234 — номер (1-4 цифри).

### Мопеди
Номері знаки мопедів дворядковими і мають формати A/123 та А/12Б, де А — серія, 123 — номер
| Р 456 |

| L 98F |

### Індивідуальні номерні знаки
Індивідуальні номерні знаки видаються на замовлення власника ТЗ і містять комбінації літер та цифр на його вибір.

### Тракторні номерні знаки
Номерні знаки для тракторів та причепів до них є дворядковими і мають формат Т АБ/1234.
| Т LL 1234 |

## Спеціальні формати номерних знаків

### Дипломатичний транспорт
Дипломатичний транспорт має номерні знаки червоного кольору з чорними символами форматів CD-1234, C-1234 де літери — покажчик типу дипломатичного персоналу (CD — дипломатичний персонал, СС — консули), 12 — код країни, 34 — номер.

### Номерні знаки для таксі
Таксі мають номерні знаки жовтого кольору з чорними символами формату ТХ-1234, де ТХ — покажчик таксі, 1234 — номер (1-4 цифри)

Спеціальні номерні знаки для велотаксі передбачено на аналогічних бланках. Формат RIX-1234.
| RIX-23 |

### Тимчасові номерні знаки
Номерні знаки мають формат ХА-1234. В правому боці пластини розташовано червоне поле.

### Номерні знаки торговельних організацій
Тестові номерні знаки видаються торговельним організаціям для незареєстрованих ТЗ, що продаються. Такі знаки мають червоні символи на білому тлі та формат В-111-³, де В — покажчик, 111- номер, 3 — покажчик року дії номерного знаку.

## Номерні знаки перехідного типу
На початку 1990-х років видавалися номерні знаки останнього радянського формату за стандартом 1977 року. Як код регіону використовувалася комбінація LA.
| м1234LA |

| 2345LAA |